# Чемпіонат Азії та Океанії з хокею із шайбою серед юніорів 1999
Чемпіонат Азії та Океанії з хокею із шайбою серед юніорів 1999 — 16-й розіграш чемпіонату Азії та Океанії з хокею серед юніорських команд. Чемпіонат проходив у двох дивізіонах, перший дивізіон проходив у японському місті Нікко. Турнір проходив з 10 по 13 лютого 1999 року. Матчі другого дивізіону проходили в Пхеньяні (Північна Корея) з 20 по 25 березня 1999 року.

## Дивізіон І

### Підсумкова таблиця
| М | Команда        | І | В | Н | П | ШЗ | ШП | Різ | О |
| - | -------------- | - | - | - | - | -- | -- | --- | - |
|   | Японія         | 3 | 3 | 0 | 0 | 36 | 5  | +29 | 6 |
|   | Південна Корея | 3 | 2 | 0 | 1 | 24 | 11 | +13 | 4 |
|   | КНР            | 3 | 1 | 0 | 2 | 15 | 19 | –4  | 2 |
| 4 | Австралія      | 3 | 0 | 0 | 3 | 0  | 40 | –40 | 0 |

Фейр-Плей здобула збірна Австралії.

### Результати
- Австралія 0 – 14  Південна Корея
- Японія 13 – 1  КНР
- Південна Корея 6 – 3  КНР
- Японія 15 – 0  Австралія
- Японія 8 – 4  Південна Корея
- КНР 11 – 0  Австралія

## Дивізіон ІІ

### Попередній раунд
Підсумкова таблиця
| М | Команда           | І | В | Н | П | ШЗ | ШП | Різ | О |
| - | ----------------- | - | - | - | - | -- | -- | --- | - |
| 1 | Північна Корея    | 3 | 3 | 0 | 0 | 56 | 3  | +53 | 6 |
| 2 | ПАР               | 3 | 2 | 0 | 1 | 38 | 10 | +28 | 4 |
| 3 | Нова Зеландія     | 3 | 1 | 0 | 2 | 20 | 27 | –7  | 2 |
| 4 | Китайський Тайбей | 3 | 0 | 0 | 3 | 4  | 78 | –74 | 0 |

Результати
- Китайський Тайбей 3 – 20  Нова Зеландія
- Північна Корея 9 – 3  ПАР
- Нова Зеландія 0 – 1  ПАР
- Північна Корея 24 – 0  Китайський Тайбей
- Північна Корея 23 – 0  Нова Зеландія
- ПАР 34 – 1  Китайський Тайбей

### Плей-оф
Півфінали
- Північна Корея 29 – 0  Китайський Тайбей
- ПАР 15 – 0  Нова Зеландія

Матч за 3-є місце
- Нова Зеландія 26 – 4  Китайський Тайбей

Фінал
- Північна Корея 9 – 1  ПАР